# Vingt Mille Lieues sous les mers (film, 1916)
Pour les articles homonymes, voir Vingt Mille Lieues sous les mers (homonymie).
Pour plus de détails, voir Fiche technique et Distribution.
Vingt Mille Lieues sous les mers (titre original : 20,000 Leagues Under the Sea) est un film américain muet réalisé par Stuart Paton sorti en 1916. 
C'est l'un des tout premiers films à inclure des scènes sous-marines.

## Synopsis
Très libre adaptation du roman de Jules Verne, incluant des passages de L'Île mystérieuse et une postface inédite. La part belle est donnée à des images de type documentaire nous permettant d'admirer très longuement les fonds sous-marins.

## Fiche technique
- Titre original : 20,000 Leagues Under the Sea
- Titre français : Vingt Mille Lieues sous les mers
- Réalisation : Stuart Paton
- Scénario : Stuart Paton d'après Vingt Mille Lieues sous les mers et L'Île mystérieuse de Jules Verne
- Photographie : Eugene Gaudio
- Photographie des scènes sous-marines : John Ernest Williamson et George M. Williamson
- Sociétés de production : Universal Film Manufacturing Company et Williamson Submarine Film Corporation
- Pays de production :  États-Unis
- Langue : film muet avec les intertitres en anglais
- Format : Noir et blanc — 35 mm — 1,33:1 — Muet
- Genre : Film d'aventure, Film de science-fiction
- Durée : 105 minutes
- Date de sortie : 
  - États-Unis : 24 décembre 1916

## Distribution
- Dan Hanlon : Pr Pierre Aronnax

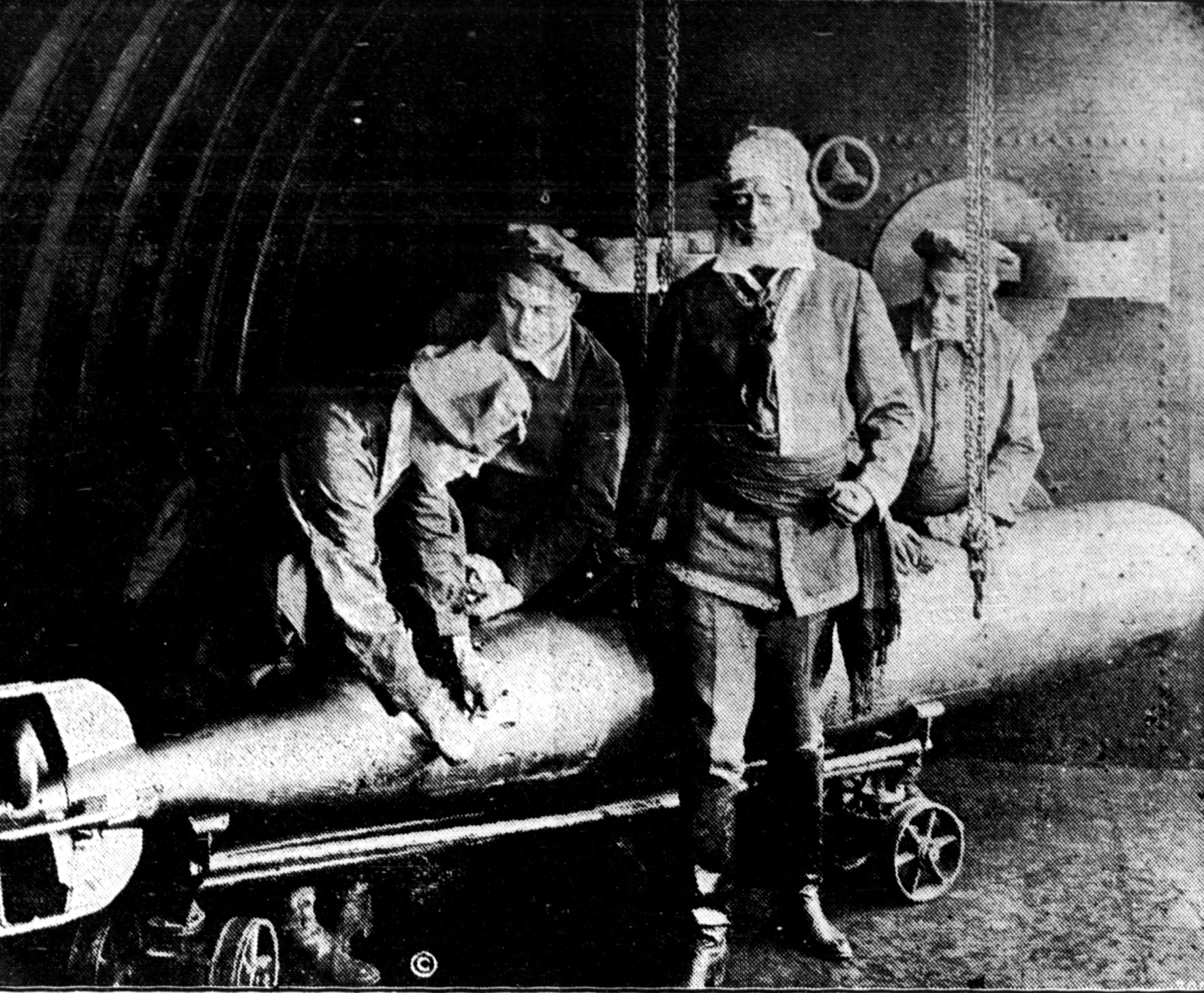
Scène du film

- Edna Pendleton : La fille de Aronnax
- Curtis Benton : Ned Land
- Allen Holubar : Capitaine Nemo
- Matt Moore : Lieutenant Bond
- Jane Gail : la fille sauvage
- Howard Crampton : Cyrus Harding
- William Welsh : Charles Denver
- Lois Alexander
- Wallis Clark : Pencroft
- Joseph W. Girard : Major Cameron (non crédité)
- Noble Johnson (non crédité)

## Autour du film
- Les frères Williamson ayant mis au point pour ce film, à partir d'une invention de leur père, un système permettant de filmer sous l'eau, on a droit à quelques longues scènes de fonds marins où l'on aperçoit parfois quelques créatures aquatiques, des promenades en scaphandre et un combat avec une pieuvre gonflable géante (en plastique).